# Scytalopus diamantinensis
El churrín de Diamantina o tapaculo de Diamantina (Scytalopus diamantinensis), es una especie de ave paseriforme perteneciente al numeroso género Scytalopus de la familia Rhinocryptidae. Es endémico del centro este de Brasil.

## Distribución y hábitat
Se encuentra en la Chapada Diamantina, en el centro del estado de Bahía, en el este de Brasil.
Habita tanto en bosques maduros primarios como en crecimientos secundarios (capuera), en terrenos que varían desde escarpado a casi plano, a altitudes entre 850 a 1600 m s. n. m. Es encontrado con frecuencia en capueras bajas dominadas por helechos Pteridium aquilinum. Ocasionalmente puede visitar la vegetación de matorrales de altitud (campo rupestre) adyacente. Prefiere fragmentos de vegetación densa tales como enmarañados de bambú, masas de hojas de helechos muertas y arroyos en cascada. La especie ha sido observada moviéndose a nivel del suelo y en el estrato bajo de la vegetación, hasta 2 m del suelo.

## Taxonomía
Fue descrito como una nueva especie en 2007, bajo el mismo nombre científico, localidad tipo «Capão do Vale (13°26’24”S, 41°23’54”W; c. 1.200 m.s.n.m.), municipalidad de Ibicoara, estado de Bahía, Brasil». En la misma región, otra especie, el hormiguerito de Sincorá (Fomicivora grantsaui), fue descrita en 2007. 
Está estrechamente relacionado con el muy similar Scytalopus petrophilus y con el sureño Scytalopus pachecoi. La redefinición de los miembros de este género en las tierras altas del este de Brasil tiene como base amplios trabajos recientes y análisis de la estructura genética de las poblaciones. La taxonomía de todo el grupo de churrines del oriente brasileño es confusa por un aparente cline adaptacional que varía desde fenotipos gris oscuro con pocas (o ninguna) plumas barradas (al menos en machos adultos) en las montañas costeras, a pájaros color gris claro con flancos marcadamente barrados en regiones interiores; son necesarias más investigaciones. Es monotípica.